# Union des confédérations africaines des sports
L'Union des Confédérations Africaines des Sports (acronyme: UCSA; anglais : Association of African Sports Confederations, AASC ; arabe : أتحادية الكونفدراليات الرياضية الإفريقية) est une organisation internationale de sports en Afrique. Son siège est actuellement à Yaoundé, Cameroun.
L'UCSA est fondée le 22 juillet 1983 à Abidjan,.